# Lángos
Il lángos (/laːnɡoʃ/) è una specialità culinaria ungherese. Trattasi di una frittella a base di farina, lievito, acqua e sale; nell'impasto al posto dell'acqua possono essere utilizzati anche yogurt, panna acida o patate. Su di essa è possibile aggiungere diversi ingredienti, i più comuni dei quali sono il formaggio e il burro con l'aglio. Tuttavia esistono delle versioni dell'alimento con carne e verdure.

## Storia

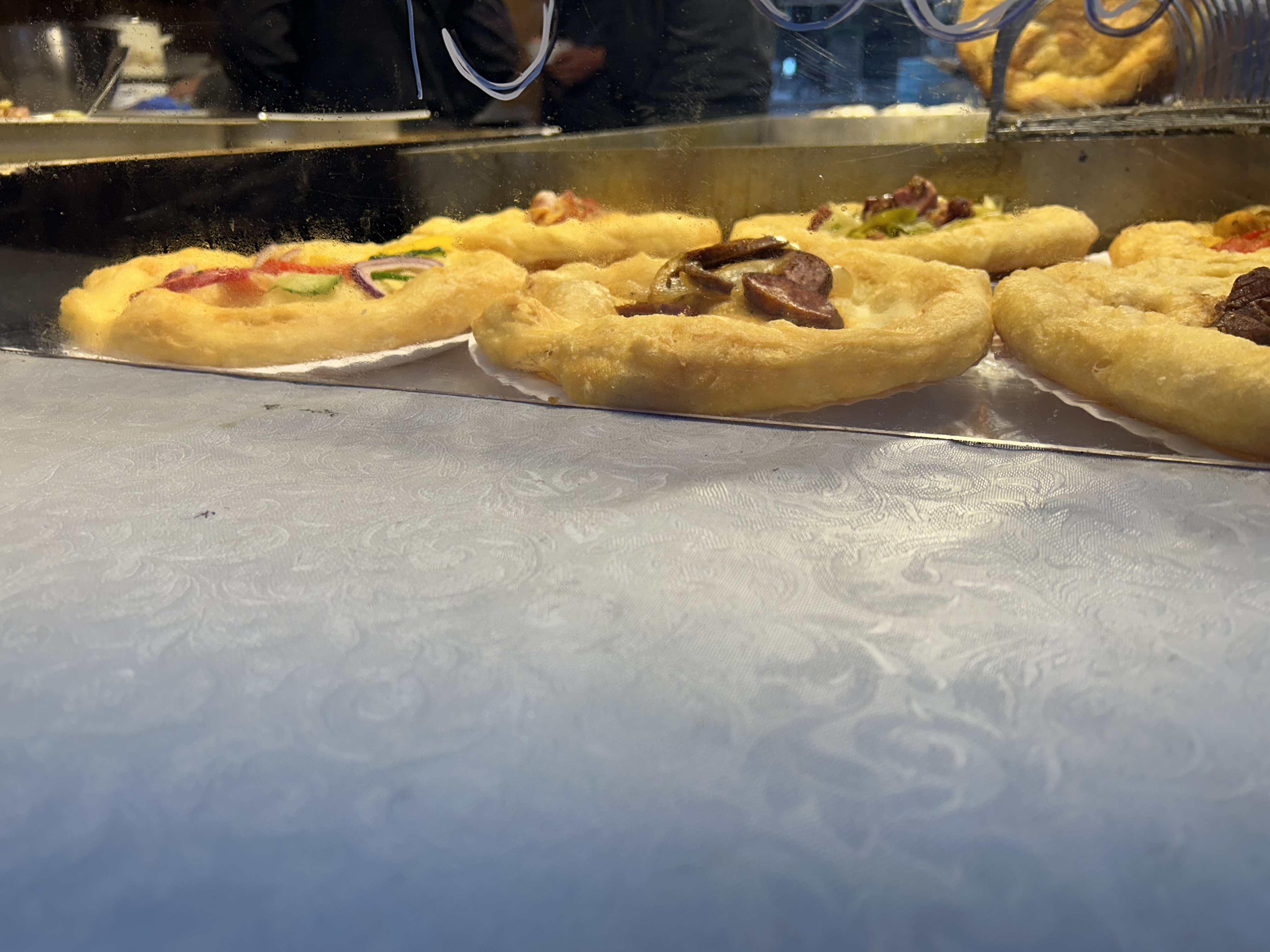
Vari tipi di Lángos.

La prima testimonianza scritta dei lángos risale al 1700, ma l'origine della ricetta è del XIV secolo. Oggi il lángos non è conosciuto solo in Ungheria, ma in tutti i paesi che erano parte dell'Impero austro-ungarico, soprattutto in Austria, dove non è raro che sia servito nei fast food, Repubblica Ceca, Serbia, Romania e Italia settentrionale.

## Alimenti simili
Il lángos richiama molto la pizza, tanto da essere stato a volte nominato "pizza ungherese".